# Haesje Claes
Haesje Claes (Amsterdam, 8 december 1475 – Amsterdam, voor 1544), ook bekend als Haes Claesdochter in ’t Paradijs of Haes Paradijs was de vermoedelijke grondlegger van het Amsterdamse Burgerweeshuis. Ze heeft de basis gelegd voor het oudemannen- en vrouwenhuis in Amsterdam.

## Biografie
Claes bezat al in 1481 een aanzienlijk fortuin, want in dat jaar hertrouwde haar moeder en kreeg Claes de beschikking over een omvangrijk vaderlijk erfdeel. Claes was gehuwd met de weduwnaar Claes Jacobsz. De datum van het huwelijk is onbekend. Haar echtgenoot was eveneens vermogend en bekleedde in Amsterdam verschillende functies, waaronder die van schepen en regent van het Burgerweeshuis. De echtelieden woonden in de Warmoesstraat in het huis met de naam ‘In het Paradijs’. Dit huis had in 2023 het nummer 148.
De datum van overlijden van Haesje Claes is niet bekend. Ze kreeg een graf in de kerk van het minderbroedersklooster. Haar stoffelijke resten zijn rond 1581 overgebracht naar de Nieuwe Kerk in Amsterdam.

## Onduidelijkheid omtrent de stichting van het Burgerweeshuis
Haesje Claes stond lange tijd bekend als de degene die rond 1520 het Amsterdamse Burgerweeshuis heeft gesticht. De historicus Johannes Isacus Pontanus is de eerste die haar in 1611 als zodanig in zijn boek Rerum et urbis Amstelodamensium historia vermeldt. De lezing van Pontanus is door latere geschiedschrijvers overgenomen.
De opvatting van Pontanus werd in 1886 sterk bekritiseerd door de Amsterdamse historicus Jan ter Gouw. Ter Gouw kon in de archieven geen enkele bron vinden voor de rol van Claes als grondlegster van het Burgerweeshuis. Verder schrijft Ter Gouw dat de Rerum et urbis Amstelodamensium historia in dit geval niet zonder meer betrouwbaar is, omdat het boek vrij laat na de stichting van het Burgerweeshuis is geschreven.
Andere historici, waaronder Isabella Henriette van Eeghen, hebben wel bronnenmateriaal gevonden waaruit ze concluderen dat Haesje Claes bij de stichting van het weeshuis betrokken is geweest.
Ondanks dat haar rol als grondlegster door Ter Gouw werd betwijfeld, heeft een portret van Haesje Claes tot ver in de twintigste eeuw een ereplaats in de regentenkamer van het Burgerweeshuis gehad.

## Oudemannen- en vrouwenhuis in Amsterdam
Claes staat bekend als grondlegger van het Oudemannen- en vrouwenhuis, omdat ze bij testament had bepaald dat in Amsterdam, naast de kapel van de Heilige Stede, een huis voor oude vrouwen moest worden gesticht. In 1548 werd dit gebouw uitgebreid met een afdeling voor oude mannen.
- Biografisch Portaal: 05037698
- Digitale Bibliotheek voor de Nederlandse Letteren: klaa015